# Les Nuits moscovites
Pour plus de détails, voir Fiche technique et Distribution.
Les Nuits moscovites est un film français réalisé par Alexis Granowsky, sorti en 1934. Le scénario est l'adaptation d'une nouvelle de Pierre Benoit.

## Synopsis
À Moscou, en 1916. Sur les conseils de sa mère, veuve, qui a vu sa fortune peu à peu se réduire comme peau de chagrin, Natacha Kovrine a consenti à se fiancer à Brioukow, un marchand de grain enrichi, nettement plus âgé qu'elle. Infirmière à l'hôpital militaire, elle y fait la connaissance du capitaine Ignatoff et ne tarde pas à partager les tendres sentiments qu'il éprouve pour elle. Apprenant que Natacha est déjà fiancée, Ignatoff fait preuve de loyauté et quitte l'hôpital. Plus tard, l'officier est victime des malversations d'une espionne au service de l'Allemagne. Accusé de trahison, son salut pourrait venir de Brioukow...

## Fiche technique
- Réalisation : Alexis Granowsky, assisté de Rodolphe Marcilly
- Scénario : Henry Koster sous le nom d'Hermann Kosterlitz (adaptation), Pierre Benoit (nouvelle)
- Dialogues : Jacques Natanson
- Décors : Andrej Andrejew
- Costumes : Georges Annenkov
- Photographie : Franz Planer, Louis Née
- Son : Marcel Courmes
- Montage : Jacques Saint-Léonard
- Musique : Walter Jurmann, Bronislau Kaper, chansons Natacha (fox-trot), On n'aime qu'une fois (tango), Nuits Moscovites (valse), paroles d'André de Badet[1]
  - Direction d'orchestre : Maurice Jaubert
- Pays :  France
- Société de production : GG Films
- Format : Noir et blanc - Son mono - 1,37:1
- Genre : Drame
- Durée : 95 minutes
- Date de sortie : 
  - France : 21 novembre 1934

## Distribution
- Annabella : Natacha Kovrine
- Harry Baur : Piotr Brioukow
- Pierre Richard-Willm : Capitaine Ignatoff
- Spinelly : Anna Sabline
- Germaine Dermoz : Madame Kovrine
- Roger Karl : Colonel Kovrine
- Ernest Ferny : Capitaine Polonsky
- Jean Toulout : Le chef d'état-major
- Paul Escoffier : Général Molochof
- Paul Amiot : Le président du tribunal
- Tino Rossi : Le chanteur napolitain
- Jean Heuzé : Lieutenant Petrovsky
- Mario Podesta : Le tzigane
- Youcca Troubetzkov : Le capitaine Alev
- Titys : Le comptable Brioukov
- Robert Seller : Fédor
- André Carnège : Le commissaire du gouvernement
- Claire Gérard : La nourrice
- Gustave Huberdeau : Le sergent
- Léon Larive : Le commis de Brioukov
- Georges Térof : Le premier ordonnance
- Roger Legris : Le deuxième ordonnance
- Suzanne Nivette : La tante de Natacha
- Rika Radifé : La femme de chambre
- Georges Saillard : L'avocat
- Adrienne Trenkel : La dame aux fleurs
- Edmond Van Daële : Le mendiant
- Lucien Walter : Le médecin
- Albert Brouett : Un habitué du cercle
- Maurice Marceau : Un habitué du cercle
- Daniel Mendaille : Un diplomate
- Teddy Michaud : Un infirmier
- Georges Spanelly : Un officier
- Noël Darzal
- Paulette Noizeux
- Alfred Rode

## Autour du film
Le film a également été tourné en version anglaise, Moscow Nights, réalisée par Anthony Asquith, interprétée par Harry Baur et Laurence Olivier.
Deux des titres chantés dans le film « les nuits moscovites » ont été enregistrés par Tino Rossi sur le disque 78 tours de marque Columbia et de référence suivante : DF 1622 (1934) Les nuits moscovites [CL5068.1] – On n’aime qu’une fois [CL5093.1]